# 카오마
카오마(Kaoma)는 1989년 프랑스 파리에서 결성된 팝 음악 그룹이다. 주로 람바다와 주크 풍 노래를 선호하였다.